# Marcel Leprin

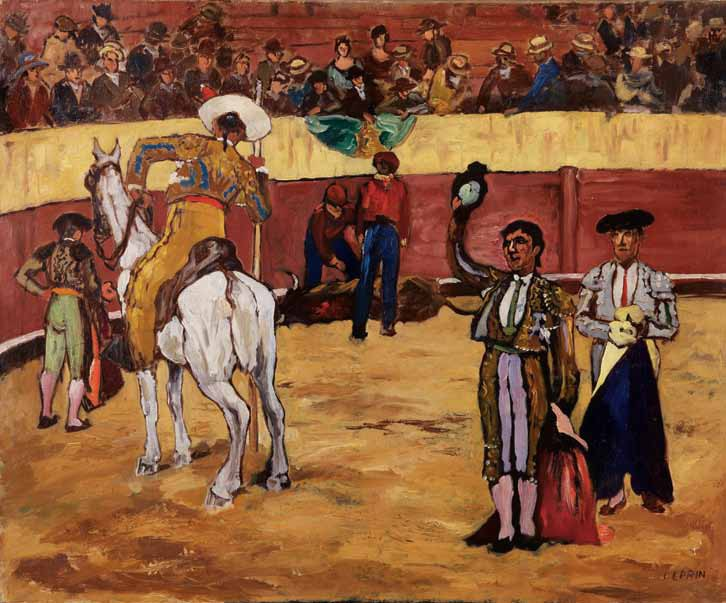
Stierkampfszene, um 1922

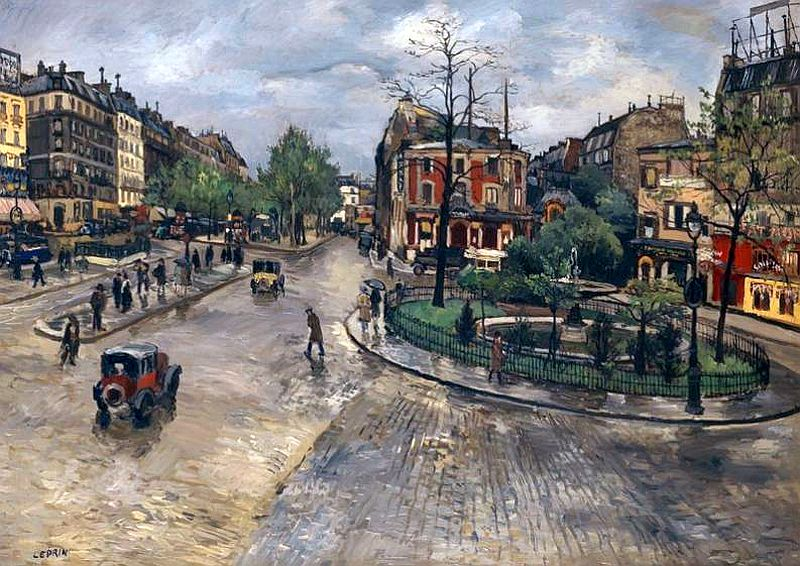
Die Place Pigalle, 1925

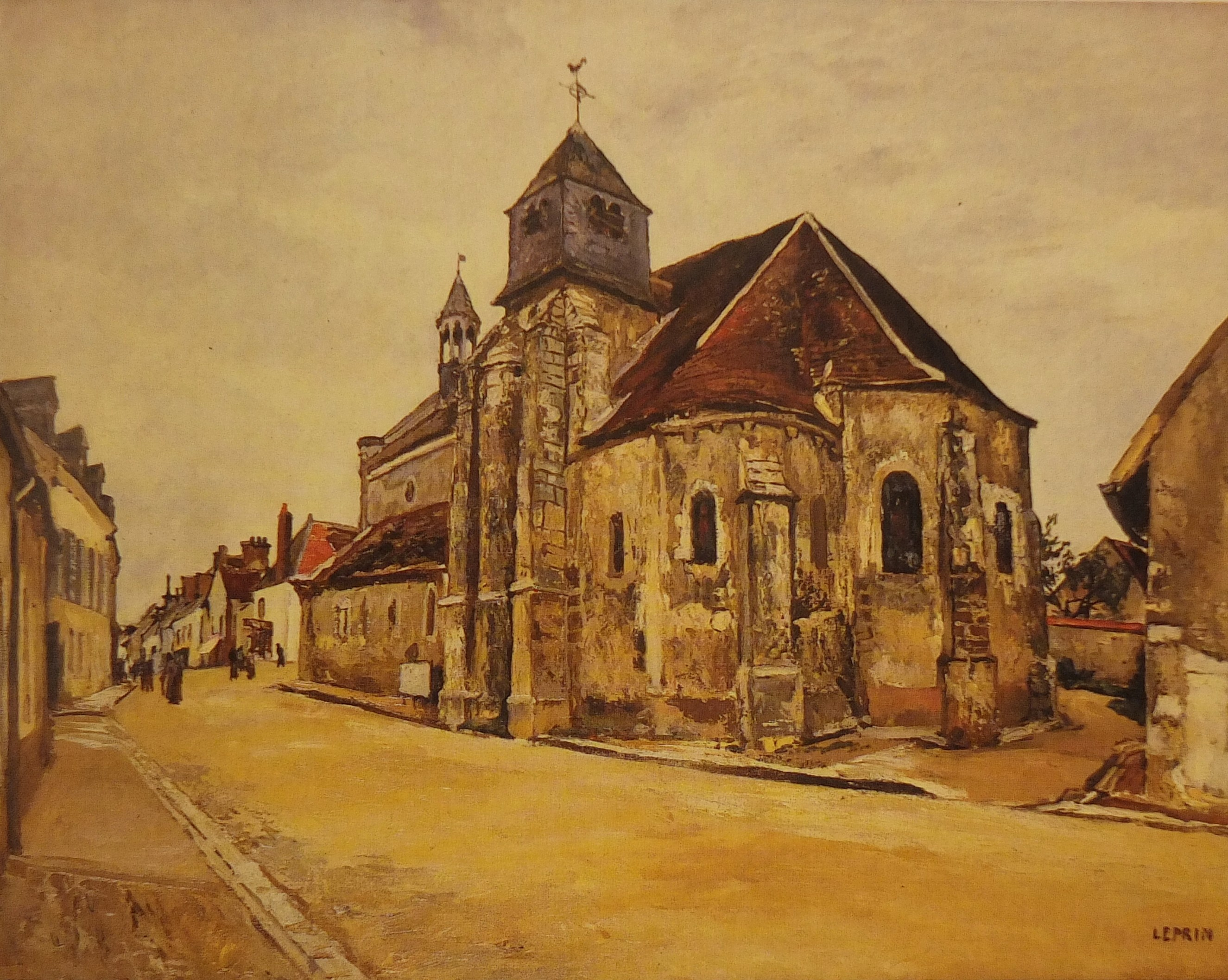
Die Kirche von Bléneau, 1927

Marcel François Leprin (* 12. Februar 1891 in Cannes; † 27. Januar 1933 in Paris) war ein französischer Maler.

## Leben und Werke
Leprin wuchs als Waisenkind in einer Einrichtung der Salesianer Don Boscos in Marseille auf oder wurde von einem Onkel aufgezogen. Schon als Jugendlicher wurde er zunächst Schiffsjunge auf einem Segelschiff, war dann als Stierkämpfer in Barcelona tätig und versuchte sich in den unterschiedlichsten Berufen in Marseille seinen Lebensunterhalt zu verdienen. Dort dekorierte er unter anderem einige Salons im Hafenviertel mit eigenen Gemälden, so dass er sich autodidaktisch die Maltechniken beibrachte. 1914 lernte er seine Frau Helene kennen, die sich 1919 von ihm getrennte. Er kam nach dem Ersten Weltkrieg, in dem er zum Kriegsdienst verpflichtet worden war, 1921 nach Paris, wo er als Porträt- und Dekorationsmaler arbeitete. Bereits mit der ersten Arbeit, die er im Salon d’Automne in Paris ausstellte führte dazu, dass er als Mitglied in die Société du Salon d’Automne aufgenommen wurde.
Schließlich entdeckte ihn der Schlosser Achille Depoilly mittel- und obdachlos auf der Place du Tertre. Depoilly, der gerade auf dem Weg ins Bistro Mère Cathérine war, nahm ihn dorthin mit und spendierte ihm eine Mahlzeit. Dabei erfuhr er, dass Leprin nach Erzählungen seiner Freunde André und Mathieu Verdilhan über das Leben auf dem Montmartre beschlossen hatte, sich auch dort niederzulassen, aber nun kein Geld mehr besaß. Zufällig nahm nach einem Bericht von Jean Vertex der Maler André Utter an diesem Abend sein Abendessen im selben Lokal ein und hörte die Geschichte mit an. Er veranlasste eine Spendensammlung für Leprin, besorgte ihm eine Unterkunft und überließ ihm Malutensilien.
Leprin führte ein Leben als freier Künstler, der seine Werke an Touristen verkaufte. Ab 1924 hatte er einen Exklusivvertrag mit dem Rahmenmacher Henri Bureau, der seine Bilder verkaufte. 1926 unternahm er eine Reise durch Frankreich, auf der zahlreiche Landschafts- und Bilder von Ortschaften entstanden. 1928 und 1931 hatte er zwei Ausstellungen in der Galerie Druet. Trotz der Erfolge, die sich einstellten, verfiel er der Alkohol- und Drogensucht. Es gibt Berichte, nach denen er in Utters Atelier Schüsse abgegeben und sich selbst auf der Straße in Brand gesetzt hat.
Etwa 700 Bilder Leprins sind bekannt. Die Gemälde aus seiner frühen Phase in Marseille sind meist großformatig und dekorativ, die aus der Zeit auf dem Montmartre eher dunkel und auf den Handel abgestimmt, die Bilder aus seiner Reisezeit wirken wärmer und künstlerischer. Sie erinnern an Gemälde Sisleys und Pissarros. Es wurden außerdem Einflüsse von Adolphe Monticelli, Eugène Delacroix, Édouard Manet, Daumier, Vincent van Gogh und Pierre-Auguste Renoir sowie von Paul Cézanne konstatiert.
Werke Leprins befinden sich im Petit Palais in Genf sowie im Musée d’art moderne de la Ville de Paris, im Musée Carnavalet und im Musée de Montmartre.

## Ausstellungen (Auswahl)
- Pariser Herbstsalon 1923.[6]
- Dezember 1964 bis Januar 1965: Marcel Leprin et ses amis Musée Galliéra, Paris.
- März bis April 1972: Rétrospective Marcel Leprin Palais de la Méditerranée, Nizza.